# Юрій Пилип Мнішек
Єжи Філіп Вандалін Мнішек або Жорж Пилип Вандалін Мнішек (14 березня 1822, Вишневець — 17 листопада 1881, 8 округ Парижу) — польсько-український ентомолог, колекціонер. Граф королівства Галичини та Лодомерії за часів Російської імперії. Нащадок роду князів Вишневецьких.

## Життепис
Єжи Філіп Вандалін Мнішек народився у Вишневецькому палаці на Волині в шляхетній родині, що була спадкоємцями роду князів Вишневецьких. Був сином графа Кароля Філіпа Вандаліна Мнішека (1794–1844) та Елеонори з роду Цетнерів герба «Пшевора» (1798–1871).
Його двоюрідний дядько Юзеф Ян (1742–1797) був натуралістом.
Успадкував Вишневецький палац та навколишні землі. Зовсім молодим він разом зі своїм братом Андрієм (1823–1905) розпочав збирати колекції художній творів, а також колекцію комах з Волині та інших екзотичних видів, збагачуючи таким чином сімейну скарбницю.
Одружившись у 1846 році у Вісбадені з Ганною Марією Жозефою Ганською (1830–1915), він став зятем Евеліни Ганської (1800–1881), дружини О. де Бальзака.
З письменником він познайомився ще роком раніше, у 1845 році в Дрездені. Кілька разів Юрій Мнішек фінансово підтримував О. де Бальзака.
У 1874 році Ю. Мнішек побудував садибу, під керівництвом архітектора Ежена Монньє, який звів будівлю на вулиці Бальзака.
3 листопада 1848 р. російським імператором Миколою I було затверджено рішення Державної Ради про право К. П. Мнішка разом із синами носити в Російській імперії титул графів королівства Галичини та Лодомерії.
Останні місяці свого життя він провів у спеціалізованому закладі, постраждавши від розм'якшення мозку після першого крововиливу в мозок, який стався в 1875 році.
Приблизно 1880 року колекція Ю. Мнішека була продана музею Deyrolle значно нижче її вартості, за 60 000 франків.
Юрій Мнішек помер 17 листопада 1881 р. у себе вдома в 8 округзі Парижу у віці 59 років.
Анрі Дейроль виступав з промовою на його честь перед Ентомологічним товариством Франції.